# Trenes de Buenos Aires
Trenes de Buenos Aires (TBA), zu deutsch Züge von Buenos Aires, war ein argentinisches Verkehrsunternehmen, das im Auftrag des argentinischen Staates Vorortzüge im Großraum Buenos Aires betrieb. Das Netz der TBA umfasste neun Linien auf einem Streckennetz von 185 km (Mitre) beziehungsweise 193 km (Sarmiento). Die täglich knapp 1000 verkehrenden Züge beförderten im Jahr 2007 191,647 Millionen Fahrgäste. Das Unternehmen gehörte zum argentinienweit tätigen Verkehrskonzern Cometrans S.A., der wiederum der Familie Cirigliano gehört. Derzeit beschäftigt 4340 Mitarbeiter.
Nachdem die staatliche argentinische Eisenbahngesellschaft Ferrocarriles Argentinos Anfang der 1990er Jahre zerschlagen und privatisiert wurde, erhielt die neugegründete TBA 1995 den Auftrag die Schienennetze Mitre und Sarmiento zu betreiben. Die ersten Züge fuhren am 27. Mai 1995.
2004 entzog die argentinische Regierung dem Verkehrsunternehmen Metropolitano, das bisher die Strecke Ferrocarril General San Martín betrieben hatte, aufgrund von Qualitätsmängeln die Konzession. Gemeinsam mit den anderen beiden privaten Unternehmen Metrovías und Ferrovías, die Vorortbahnen im Großraum Buenos Aires betreiben, bildete Trenes de Buenos Aires die provisorische Betriebsgesellschaft Unidad de Gestión Operativa Ferroviaria de Emergencia (UGOFE), um vorübergehend den Betrieb auf der Strecke zu übernehmen. 2007 entzog die Regierung Metropolitano auch die Rechte für die anderen beiden zu betreibenden Strecken (Ferrocarril General Manuel Belgrano Norte und Ferrocarril General Roca), die seit dem 22. Mai 2007 ebenso von der UGOFE betrieben werden.
Am 29. August 2011 übernahm das Unternehmen zusätzlich den Verkehr auf der Strecke zwischen Pilar und Apóstoles sowie auf der internationalen Strecke zwischen Pilar und Paso de los Torres (Uruguay) („Tren de los Pueblos Libres“).
Aufgrund des Eisenbahnunfalls am Bahnhof Once am 22. Februar 2012, bei dem 51 Menschen ums Leben kamen,
entzog die argentinische Bundesregierung unter Cristina Fernández de Kirchner mit dem Dekret 793/12 am 24. Mai 2012 die Betriebsgenehmigung und stellte den Eisenbahnbetrieb unter staatliche Regie. Der Betrieb wird seitdem auf beiden von der Bahngesellschaft ehemals betriebenen Linien von der Unidad de Gestión Operativa Mitre Sarmiento (UGOMS) durchgeführt. Der Fernverkehr (El Gran Capitán) sowie die Strecke nach Uruguay wird seitdem nicht mehr betrieben.

## Ehemalige Linien

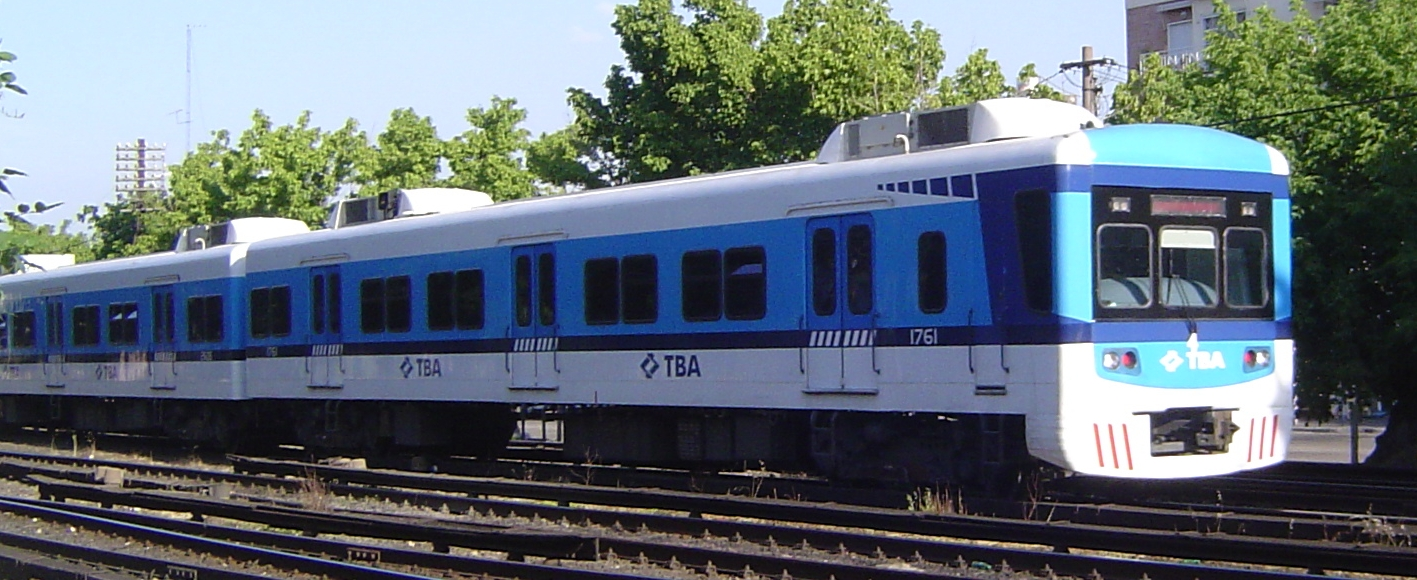
Ein Toshiba-Triebwagen der TBA auf der Línea Sarmiento

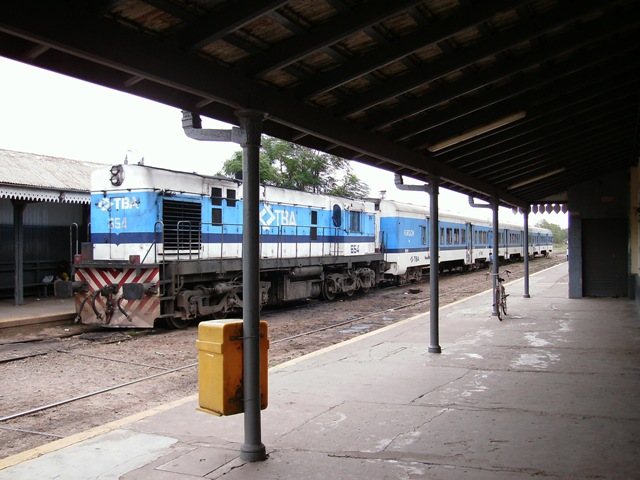
Regionalzug am Bahnhof Zárate der Línea Mitre

| Netz      | Verkehr         | Zuglauf                      | Betriebsart |
| --------- | --------------- | ---------------------------- | ----------- |
| Mitre     | Vorortverkehr   | Retiro – José León Suárez    | 830V =      |
| Mitre     | Vorortverkehr   | Retiro – Mitre               | 830V =      |
| Mitre     | Vorortverkehr   | Retiro – Tigre               | 830V =      |
| Mitre     | Regionalverkehr | Villa Ballester – Zárate     | Diesel      |
| Mitre     | Regionalverkehr | Victoria – Capilla del Señor | Diesel      |
| Mitre     | Fernverkehr     | Retiro – Rosario–Santa Fe    | Diesel      |
| Sarmiento | Vorortverkehr   | Once – Moreno                | 830V =      |
| Sarmiento | Regionalverkehr | Merlo – Lobos                | Diesel      |
| Sarmiento | Regionalverkehr | Moreno – Mercedes            | Diesel      |